# Museo Diocesano de San Ignacio Guazú
El Museo Diocesano de Arte Jesuítico-Guaraní, también conocido como Museo Diocesano de San Ignacio Guazú, es un museo paraguayo que resguarda una colección de imágenes sacras y esculturas talladas por los habitantes originarios bajo la dirección de los misioneros jesuitas en el siglo XVII. Además de estas obras, el museo exhibe pinturas policromadas en madera que representan a diversos santos, así como una variedad de objetos y libros relacionados con la historia y la cultura de la región. Ubicado en la ciudad de San Ignacio Guazú, en el Departamento de Misiones, es el primer museo jesuítico-guaraní en el país.
Su papel es un centro de educación, preservación y difusión cultural en la comunidad local. Además de exhibir su colección, el museo organiza actividades educativas, como visitas guiadas, talleres y charlas.

## Historia
Tiene sus raíces en la historia de la región del Departamento de Misiones, Paraguay. Fundado alrededor de 1975, surgió de la iniciativa de preservar y compartir el patrimonio cultural y religioso de la zona. Originalmente, el espacio que ahora alberga el museo fue parte de un antiguo colegio y casa parroquial utilizado por los jesuitas. Con el tiempo, se tomó la decisión de convertir este espacio en un museo para exhibir una colección de imágenes de santos, esculturas de las misiones jesuíticas y pinturas policromadas. Las obras de arte, talladas por indígenas en el siglo XVII, capturan la esencia de la religiosidad y la historia de la región.
El padre Antonio González Dorado lideró la restauración del antiguo espacio que hoy alberga el Museo Diocesano de San Ignacio Guazú. Con ayuda económica de jesuitas de Nürenberg, Alemania, y la colaboración de diversos profesionales y voluntarios, supervisó la restauración y adaptación de la estructura para convertirla en un museo.
El Museo Diocesano de Arte Jesuítico Guaraní es una de las atracciones destacadas de la ciudad, conocido por sus tallas en madera policromada que representan el estilo barroco hispano-guaraní.

## Características
El museo está dividido en cuatro salas, cada una con un tema diferente: La creación, la redención, la historia de Cristo en la Iglesia y la compañía de Jesús. Se encuentra ubicado en la calle Padre Marcial Lorenzana y Cerro Corá. Alberga diversas colecciones, principalmente de arte sacro, que incluyen pinturas, esculturas, objetos litúrgicos y documentos históricos.

## Algunas obras

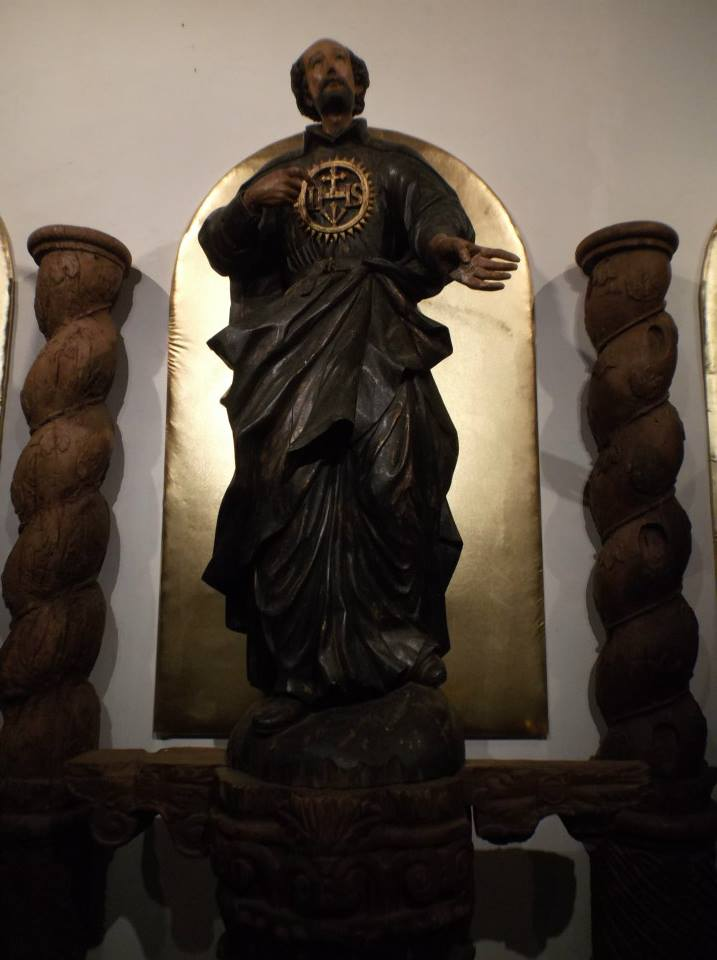
Estatua de San Ignacio de Loyola en el Museo Diocesano de San Ignacio Guazú.

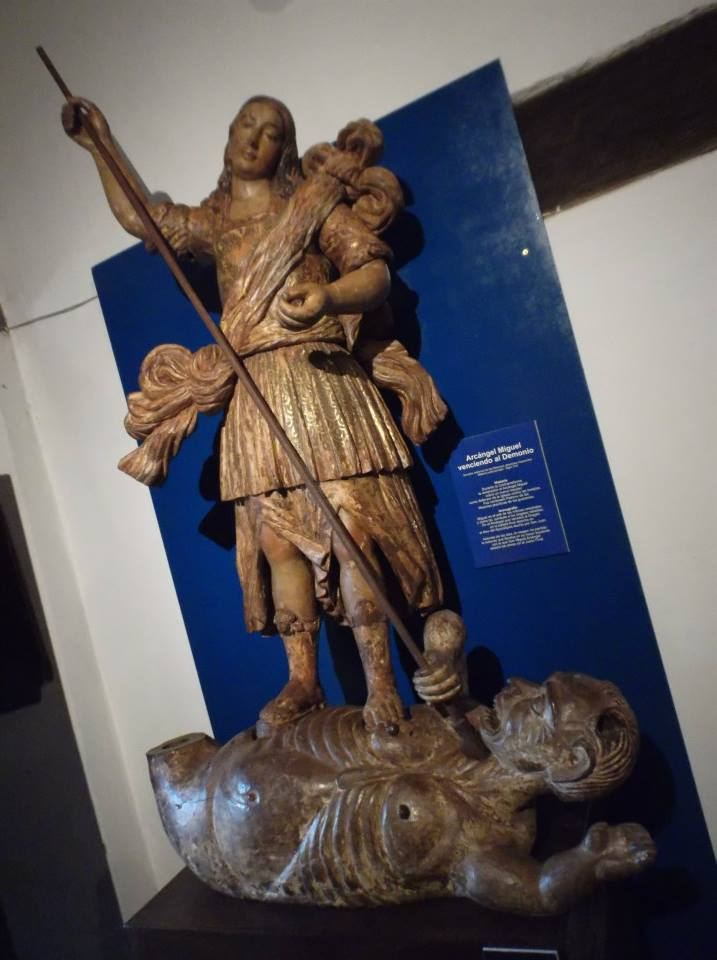
Estatua del Arcángel Miguel venciendo al demonio.

Algunas de las piezas de arte que se pueden observar en el museo: el San Miguel Arcángel, el sagrario, el Cristo de la Columna, el Cristo resucitado, el Cristo crucificado, Santa María de la Resurrección, el Cristo yacente, entre otros. Estas esculturas, algunas de las cuales superan los 1,38 metros de altura, forman parte del patrimonio artístico e histórico de la región.